# Бьёрк, Хера
Хера Бьёрк Тоурхадльсдоуттир (исл. Hera Björk Þórhallsdóttir; 29 марта 1972, Рейкьявик, Исландия) — исландская певица. Представительница Исландии на Евровидении-2010 и Евровидении-2024.
Дебютный альбом «lmur af Jolum» вышел в ноябре 2000 года. Исполнительница поёт в разных музыкальных стилях: классика, джаз, поп, рок и RnB. В настоящее время живёт и работает в столице Дании — Копенгагене.
Хера участвовала на Евровидении от Исландии как бэк-вокалистка в 2008, 2009, 2015 годах.

## Евровидение
Хера принимала участие в конкурсе песни Евровидение в 2010 году, проходившем в Осло, с композицией Je Ne Sais Quoi. По итогам первого полуфинала заняла 3 место, набрав 123 балла. Наивысшими оценками композицию оценили Бельгия (12 баллов); Мальта, Молдавия, Польша (по 10 баллов); Россия, Греция, Албания (по 8 баллов). Однако уже в финале Хера набрала всего 41 балл и оказалась на 19 месте, получив максимальное число баллов (12) от Бельгии.
В 2024 году вновь выиграла отбор Исландии с песней Scared of Heights. Выступила в первом полуфинале, но в финал не вышла. Позже выяснилось, что Хера заняла последнее место с тремя баллами.

## Дискография
- 2000 — Ilmur af Jólum
- 2006 — Hera Björk
- 2010 — Je ne sais quoi
- 2013 — Ilmur af Jólum II